# Episodi di Chiami il mio agente! (prima stagione)
La prima stagione della serie televisiva Chiami il mio agente!, composta da sei episodi, è stata trasmessa in prima visione in Francia dal canale France 2 dal 14 al 28 ottobre 2015. In Italia è stata interamente pubblicata il 4 gennaio 2019 sulla piattaforma di streaming on demand Netflix.
| nº | Titolo originale  | Titolo italiano  | Prima TV Francia | Pubblicazione Italia |
| -- | ----------------- | ---------------- | ---------------- | -------------------- |
| 1  | Cécile            | Cécile           | 14 ottobre 2015  | 4 gennaio 2019       |
| 2  | Line et Françoise | Line e Françoise | 14 ottobre 2015  | 4 gennaio 2019       |
| 3  | Nathalie et Laura | Nathalie e Laura | 21 ottobre 2015  | 4 gennaio 2019       |
| 4  | Audrey            | Audrey           | 21 ottobre 2015  | 4 gennaio 2019       |
| 5  | Julie et Joey     | Julie e Joey     | 28 ottobre 2015  | 4 gennaio 2019       |
| 6  | François          | François         | 28 ottobre 2015  | 4 gennaio 2019       |

## Cécile
- Titolo originale: Cécile
- Diretto da: Cédric Klapisch
- Scritto da: Fanny Herrero, Quoc Dang Tran, Sabrina B. Karine, Nicolas Mercier

### Trama
Samuel Kerr, fondatore e direttore dell'agenzia di rappresentanza artistica ASK (Agence Samuel Kerr) saluta i suoi colleghi e soci Mathias, Andréa, Gabriel e Arnette e parte per una vacanza in Brasile. Lo stesso giorno Camille Valentini, una giovane ragazza di recente arrivata a Parigi, si reca all'agenzia per incontrare Mathias, suo padre, che è sorpreso dal suo arrivo e le intima di andarsene. Camille riesce tuttavia a convincere Andréa ad assumerla come assistente. Nel frattempo, Gabriel  non sa come dire a Cécile de France, sua cliente, che non è stata presa per un ruolo nel prossimo film di Quentin Tarantino poiché è ritenuta troppo vecchia. Camille rivela inavvertitamente la verità a Cécile la quale, sentendosi tradita da Gabriel, lascia l'agenzia. Mathias riesce a convincerla a rimanere e a sottoporsi a un intervento di chirurgia estetica per sembrare più giovane e ottenere quindi il ruolo. Cécile ha dei ripensamenti e si rifiuta di sottoporsi all'intervento, rinunciando così al ruolo ma riallacciando i rapporti con Gabriel. La squadra viene informata che Samuel è morto dopo essere stato punto da una vespa.
- Guest star: Cécile de France

## Line e Françoise
- Titolo originale: Line et Françoise
- Diretto da: Antoine Garceau
- Scritto da: Fanny Herrero, Camille Chamoux, Nicolas Mercier

### Trama
L'improvvisa morte di Samuel segna profondamente gli agenti; la moglie di Samuel, Helène, sua unica erede, annuncia che venderà la sua quota di maggioranza nell'agenzia al miglior offerente. Andréa, Mathias, Gabriel e Arnette tentano di raccogliere i fondi necessari per fare un'offerta ma falliscono. Françoise Fabian, in lutto per la morte del suo amico, si rifiuta di partecipare alle imminenti riprese di un film e lascia l'agenzia. Andréa tenta di convincerla a restare, ma nel frattempo Gabriel ha già chiesto a Line Renaud, rivale di Françoise, di sostituirla. Nel frattempo Camille e Mathias cercano di nascondere la loro parentela, poiché Mathias non ha mai rivelato a nessuno di avere una figlia. Camille fa la conoscenza di Hyppolite, un aspirante attore, e si invaghisce di lui. Alla veglia funebre di Samuel, Line e Françoise si riappacificano e accettano di recitare entrambe nel film. Camille scopre con orrore che Hyppolite è figlio di Mathias e suo fratellastro e lo allontana.
- Guest star: Line Renaud e Françoise Fabian

## Nathalie e Laura
- Titolo originale: Nathalie et Laura
- Diretto da: Cédric Klapisch
- Scritto da: Fanny Herrero, Quoc Dang Tran, Éliane Montane

### Trama
Nathalie Baye e Laura Smet, madre e figlia, vengono scelte come protagoniste di un film ambientato e girato su un'isola remota. Entrambe sono restie ad accettare poiché temono che il fatto di passare due mesi insieme, a stretto contatto, possa rovinare il loro rapporto. Una all'insaputa dell'altra, Nathalie e Laura si comportano in modo stravagante con la regista per far sì che non vengano scelte e riescono nel loro intento, preservando in tal modo il loro rapporto. Nel frattempo all'agenzia arriva Colette Brancillon, un'agente esattoriale chiamata a controllare i conti della ASK. Andréa si invaghisce di Colette e flirta con lei. Mathias cerca di mandar via Camille e le propone di lavorare sul set di un film, ma la ragazza rifiuta. Gabriel accetta di andare a vedere uno spettacolo di Sofia, la receptionist della ASK, e le propone di essere il suo agente. Mathias viene avvicinato dal capo della StarMedia, un'agenzia rivale, che gli propone di andare a lavorare per lui.
- Guest star: Nathalie Baye, Laura Smet, Gilles Lellouche, Zinedine Soualem, Dominique Besnehard

## Audrey
- Titolo originale: Audrey
- Diretto da: Antoine Garceau
- Scritto da: Fanny Herrero, Anaïs Carpita, Sabrina B. Karine

### Trama
Audrey Fleurot ha da poco avuto due figli e non riesce a trovare lavoro. Ha un disperato bisogno di soldi poiché il fisco ha scoperto che è in arretrato di due anni con il pagamento delle tasse. Mathias le consiglia di accettare il ruolo di uno spogliarellista in un film che verrà girato in Canada, ma Audrey rifiuta per poter restare vicina ai figli. Alla fine Mathias riesce a trovare un ruolo adatto per lei. Nel frattempo Gabriel, dopo vari tentativi, riesce a trovare dei provini a cui far partecipare Sofia. Hélene Kerr annuncia che la ASK sarà venduta a un'agenzia di rappresentanza artistica tedesca. Mathias accetta l'offerta di StarMedia ma i suoi colleghi lo scoprono. La notizia arriva al compratore tedesco, che ritira l'offerta: Mathias porterà con sé i suoi famosi clienti, diminuendo in tal modo il prestigio della ASK. Camille riesce a convincere i suoi colleghi che Mathias aveva pianificato tutto per fare in modo che il compratore si tirasse indietro.
- Guest star: Audrey Fleurot

## Julie e Joey
- Titolo originale: Julie et Joey
- Diretto da: Lola Doillon
- Scritto da: Fanny Herrero, Anaïs Carpita, Sabrina B. Karine, Cécile Ducrocq, Camille de Castelnau

### Trama
Andréa e Gabriel sono alle prese con i continui litigi tra Joeystarr e Julie Gayet, che recitano insieme in un film in cui interpretano degli innamorati; nella realtà i due però si odiano e il loro comportamento interrompe continuamente le riprese. Dopo un incidente Joeystarr e Joey si innamorano per davvero e le riprese del film possono continuare. Sofia ha una piccola parte nello stesso film ma il suo ruolo viene tagliato. Andréa inizia a frequentare Colette, l'agente del fisco, ma tiene segreta la relazione ai suoi colleghi. Il suocero di Mathias gli offre un prestito per comprare le quote di Samuel Kerr nella ASK. Camille, nel frattempo, aiuta Mathias a realizzare una petizione online per salvare la carriera di uno dei clienti di Mathias. Camille e Mathias festeggiano in ufficio ma vengono sorpresi da Catherine, moglie di Mathias, e da Hyppolite. 
- Guest star: Julie Gayet, Joeystarr, Zinedine Soualem

## François
- Titolo originale: François
- Diretto da: Lola Doillon
- Scritto da: Fanny Herrero, Benjamin Dupas

### Trama
Catherine scopre che Camille è stata concepita nel periodo in cui era incinta di Hyppolite e capisce di essere stata tradita da Mathias. Caccia di casa Mathias, mettendo a rischio il prestito per salvare la ASK. Gabriel incontra François Berléand, che interpreta Don Giovanni a teatro ma si rifiuta di tuffarsi in acqua. François gli rivela di non saper nuotare, così Gabriel convince il regista dello spettacolo a parlare con François e i due si riconciliano. Sofia partecipa a un provino per il nuovo film di Luc Besson ma viene scartata poiché non sa ballare hip-hop. Dopo un litigio, lei e Gabriel si baciano. Nel frattempo, Andréa ha un appuntamento con Colette ma si ubriaca e bacia un'altra ragazza; Colette la scopre e la lascia. Colette annuncia che la ASK verrà multata per numerosi casi di abuso d'ufficio.
- Guest star: François Berléand